# Aphyocharax colifax
Aphyocharax colifax és una espècie de peix d'aigua dolça de la família dels caràcids i de l'ordre dels caraciformes.
Poden assolir fins a 5 cm de llargària total. Viuen en zones de clima tropical a la conca del riu Orinoco a Veneçuela a Sud-amèrica.